# تیغ سیاه (میناب)
تیغ سیاه، روستایی در دهستان بندر بخش سندرک شهرستان میناب در استان هرمزگان ایران است.

## جمعیت
بر پایه سرشماری عمومی نفوس و مسکن در سال ۱۳۹۵، جمعیت این روستا برابر با ۶۵ نفر (۱۹ خانوار) بوده‌است.